# Tør De tage Ansvaret?
|  | Denne artikel er oprettet af botten PalnaBot ud fra en ekstern database. Den kan derfor have sproglige fejl eller mangler. Denne skabelon kan fjernes efter kontrol af indholdet. |

Tør De tage Ansvaret? er en film instrueret af Torben Anton Svendsen.

## Handling
Propagandafilm for tuberkuloseundersøgelsen i København. Filmen polemiserer virkningsfuldt mod den udbredte men fejlagtige opfattelse, at sygdommen ikke rammer de ældre aldersklasser.